# Tim McGraw (singolo)
Tim McGraw è il singolo di debutto della cantante country pop statunitense Taylor Swift, pubblicato il 19 giugno 2006 come primo estratto dall'album di debutto Taylor Swift.  
Aveva sedici anni quando incise la canzone, che aveva scritto insieme a Liz Rose. Il brano racconta delle memorie di Taylor di un amore estivo, e di come una canzone misteriosa dell'artista country Tim McGraw (identificata poi come Can't Tell Me Nothin') riporta indietro ai ricordi di quell'amore. La Swift ha rivelato di aver scritto la canzone durante l'ora di matematica al liceo. La canzone, spiega, riguarda lei ed il suo ragazzo, quando lui stava per andare al college, e loro avrebbero dovuto inevitabilmente separarsi. Taylor aggiunge, "ho iniziato a pensare a tutte le cose che mi ricordavano lui."
È stato certificato disco di platino negli Stati Uniti per aver venduto più di un milione di copie e ne ha vendute al giorno d'oggi oltre 1.266.000.

## Descrizione
La Swift ha avuto l'idea per la canzone durante una lezione di matematica. "La canzone è molto significativa per me e per questo motivo ho voluto che fosse la prima traccia dell'album", ha detto. Essa, che sembra essere incentrata su una storia d'amore estiva, racconta effettivamente della partenza del suo ragazzo. Seduta nella classe di matematica, aveva iniziato a canticchiare tra sé e sé when you think Tim McGraw, continuamente. Alla fine dell'ora, aveva registrato il verso per ricordarlo. Dopo scuola, era andata a casa con la sua coautrice, si erano sedute al piano e avevano finito la canzone in 15 minuti.
Le parole raccontano la storia di un amore estivo, finito insieme all'estate. La coppia nella storia pare aver ballato una canzone di Tim McGraw per un'intera notte, nell'estate, e tale canzone è diventata la colonna sonora del loro amore. Nei versi Taylor parla di come è stato perderlo e del suo desiderio di tornare indietro a quei giorni. Nel ritornello, elenca tutte le piccole grandi cose che lei spera che lui ricordi ancora nell'ascoltare questa canzone di Tim McGraw.

## Versioni alternative
Nella versione ufficiale, i primi versi sono cantati una seconda volta al termine della canzone; la versione radiofonica finisce con l'ultimo ritornello. Il verso someday you'll turn your radio on (un giorno accenderai la tua radio) del ritornello finale è stato alterato, con your radio sostituito dal nome della stazione radio a cui si deve la modifica.

## Classifiche
| Classifica (2006/2007) | Posizione massima |
| ---------------------- | ----------------- |
| Stati Uniti            | 40                |
| Stati Uniti (Country)  | 6                 |